# Renpet Mons
Renpet Mons is een berg op de planeet Venus. Renpet Mons werd in 1985 genoemd naar Renpet, godin van de lente en de jeugd in de Egyptische mythologie.
De berg heeft een diameter van 138 kilometer en bevindt zich in het quadrangle Snegurochka Planitia (V-1).